# Вулиця Дмитра Донцова (Запоріжжя)
Вýлиця Дмитра́ Донцо́ва — вулиця в центральній частині міста Запоріжжя, у Вознесенівському районі. Починається від вулиці Незалежної України, перетинає центральну магістраль міста Соборний проспект та закінчується вулицею Патріотичною біля пішохідного мосту через трамвайні колії. Протяжність вулиці — 850 метрів.

## Історія
Первинна назва вулиці — Нікопольська, на честь міста Нікополь. На початку 1960-х років, після польоту Юрія Гагаріна у космічний простір, була перейменована на вулицю Гагаріна.
З початку повномасштабного російського вторгнення (з 2022) в Україну в Запоріжжі почали зникати топоніми, пов'язані з державою-агресором. Раніше у Запорізькій міській раді розглядалися варіанти перейменування вулиці на честь Юрія Кондратюка, Степана Бандери. 8 жовтня 2023 року депутати міської ради підтримали петицію про перейменування вулиці Гагаріна на честь захисника України, військовослужбовця Національної гвардії України старшого сержанта Сергія Зорського.
Майже рік у Запоріжжі збиралися перейменувати вулицю Гагаріна і лише 5 червня 2024 року, рішенням Запорізької міської ради, вулиця Гагаріна була перейменована на вулицю Дмитра Донцова —  уродженця міста Мелітополя, українського літературного критика, публіциста, філософа, політичного діяча, одного з перших керівників Союзу визволення України, головного ідеолога українського інтегрального націоналізму. 

## Інфраструктура
На перетині вулиць Дмитра Донцова, Незалежної України та Дмитра Апухтіна встановлено меморіал співробітникам органів внутрішніх справ, загиблим при виконанні службових обов'язків, біля будівлі ГУ Національної поліції України в Запорізькій області.
15 квітня 2016 року на жвавій ділянці вулиці з'явилася «жива огорожа» між Соборним проспектом та вулицею Незалежної України працівники «Зеленбуду» Вознесенівського району висадили 26 сріблястих тополь і кущі спіреї.